# Tipu Sultan

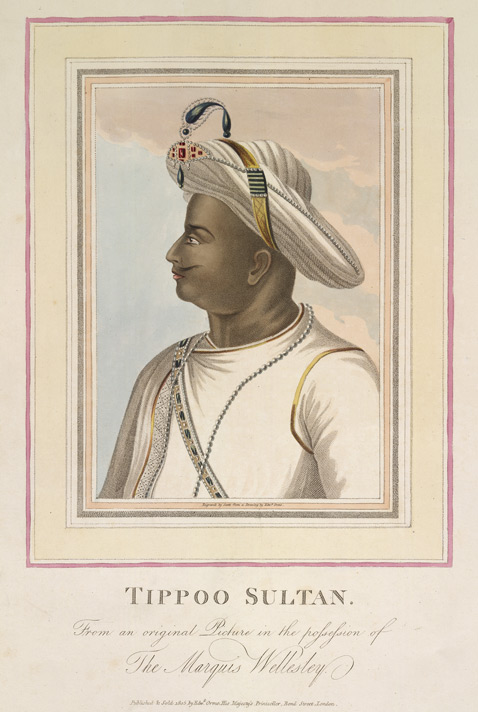
Englische Darstellung von Tipu Sultan (1805)

Tipu Sultan (Tipu Sahib; * 19. November 1749 oder 10. Dezember 1750 in Devanahalli; † 4. Mai 1799 in Shrirangapattana) herrschte über den Staat Mysore im Süden Indiens. Er war ein Sohn und seit 1782 Nachfolger Hyder Alis, der nach der erfolgreichen Verteidigung von Shrirangapattana, der Hauptstadt Mysores im Süden Indiens, vom General zum De-facto-Herrscher aufgestiegen war. In Indien ist er heute noch unter dem Namen „Tiger von Mysore“ sehr populär.

## Geschichte
Tipu Sultan war ein erbitterter Gegner der Britischen Ostindien-Kompanie und führte drei Kriege gegen sie. Er hatte 88.000 Mann im Feld stehen, zog mit einer Übermacht auch unter Einsatz primitiver Raketenwaffen gegen die Engländer unter General Matthews und zwang diese, sich im April 1783 bei Bednur zu ergeben. Nach hartnäckiger Belagerung fiel auch Mangalur in Tipu Sultans Hände. Inzwischen hatten die Engländer ein Bündnis mit den Marathen geschlossen, infolge dessen sich Tipu Sultan durch den Frieden zu Mangalur am 11. März 1784 unterwerfen musste, da er nach dem Vertrag von Paris auch der französischen Unterstützung beraubt worden war.
1786 nahm er den Titel Padischah an und befahl, die alte Hauptstadt Maisur (Mysore, Mysuru) samt der Burg abzutragen, und zwang deren Einwohner, nach Shrirangapattana umzusiedeln. Er richtete eine prunkvolle Hofhaltung ein und versuchte, sein Heer bis auf 200.000 Mann zu vergrößern. Seine Herrschaft legitimierte er explizit islamisch. Er strebte einen großen islamischen Staatenbund an und wandte sich deshalb nach Sindh, Kabul, Belutschistan und Konstantinopel.
Inzwischen warteten die Briten nur auf eine günstige Gelegenheit für eine Neuaufnahme der militärischen Operationen, die sich ihnen bot, nachdem Tipu Sultan im Dezember 1789 Travancore angegriffen hatte. 1790 schloss Lord Cornwallis ein Bündnis mit den früheren Verbündeten Tipu Sultans, dem Peshwa der Marathen und Asaf Jah II., dem Nizam von Hyderabad. Trotz heftigen Widerstands verlor Tipu Sultan Gebiete in Maisur, so dass Cornwallis und Abercromby bis zur Hauptstadt Shrirangapattana vorrücken konnten, in dessen Mauern sich der Sultan am 19. März 1792 der feindlichen Übermacht ergeben musste. Er verlor die Hälfte seiner Länder, musste 33 Millionen Rupien zahlen, gab die Gefangenen und gewaltsam Umgesiedelten frei und stellte zwei seiner Söhne als Geiseln.
In der Folgezeit rüstete Tipu Sultan im Geheimen und versuchte, andere indische Mächte gegen die Briten aufzuwiegeln. Er sandte auch Boten nach Mauritius und Briefe nach Frankreich an das Direktorium in Paris (1797), worin er Frankreich einen Freundschaftspakt anbot, der gern angenommen wurde. Nachdem Frankreich 1798 unerwartet in Ägypten eingefallen war, beschlossen die Engländer, Ruhe in Indien herzustellen, da Tipu Sultan auch die Einstellung der Rüstungsanstrengungen verweigerte. Die EIC unter Führung des Generalgouverneurs Richard Wellesley war gleichzeitig entschlossen, „to secure India for British rule.“
Die Briten erklärten am 22. Februar 1799 den Krieg und rückten mit zwei Heeren, verstärkt durch Hilfstruppen des Nizam, in Mysore ein und schlugen Tipu Sultan in zwei Schlachten. Am 6. März bei Sidasir und am 27. März bei Malaveli. Der Sultan zog sich daraufhin nach Shrirangapattana zurück, das am 4. Mai im Sturm genommen wurde. Tipu Sultan wurde dabei von mehreren Kugeln getroffen und kämpfte bis zum letzten Atemzug.

## Nach seinem Tod

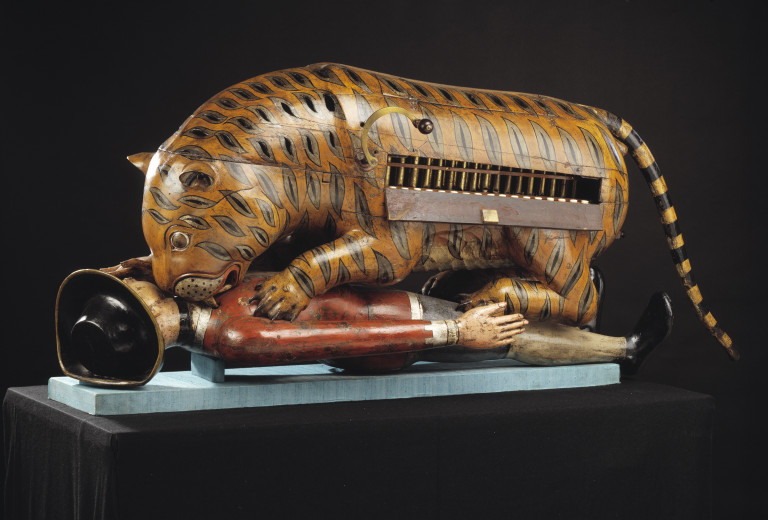
Tipus Tiger im Victoria and Albert Museum London

Tipu Sultans Familie wurde in die Festung Vellore eingewiesen und erhielt eine jährliche Pension.
Mysore, das Reich Tipu Sultans, wurde aus politischen Gründen zwischen Großbritannien und dem Nizam aufgeteilt. 
Ein besonderes Kuriosum ist Tipus Tiger, ein Ende des 18. Jahrhunderts in Mysore hergestellter mechanischer Automat. Er zeigt einen Tiger bei einer Attacke auf einen europäischen Soldaten oder Angestellten der British East India Company und erzeugt dazu passende Geräusche und Bewegungen. Tipus Tiger wurde nach dem Tod Tipu Sultans nach London verbracht und ist mittlerweile im Victoria and Albert Museum London ausgestellt.
Die pakistanische Marine benannte nach ihm eine Fregatte PNS Tipu Sultan (Kennung D 185) der Amazon-Klasse.